# That '70s Show
That '70s Show este un sitcom american care a fost difuzat de Fox între  23 august 1998 și 18 mai 2006. Serialul se concentrează pe viața unui grup de prieteni adolescenți care locuiesc în orașul fictiv Point Place, Wisconsin, din 17 mai 1976 până pe 31 decembrie 1979.
Actorii din rolurile principale care au interpretat adolescenții au fost: Topher Grace, Mila Kunis, Ashton Kutcher, Danny Masterson, Laura Prepon și Wilmer Valderrama. Actorii din rolurile principale care au interpretat adulții au fost: Debra Jo Rupp, Kurtwood Smith, Don Stark și pe durata primelor trei sezoane, Tanya Roberts.
În România, serialul a fost difuzat sub titlurile „www.rebeli.70” si „Anii 70”.

## Legături externe
Materiale media legate de That '70s Show la Wikimedia Commons
- That '70s Show la Internet Movie Database
- That '70s Show la TV.com
- Official website on Carsey Werner official website.